# Night Ferry
The Night Ferry è una relazione ferroviaria, istituita nel 1936 tra Londra Victoria e Parigi- Bruxelles via ferry-boat tra Dover e Dunkerque. Sospeso tra il 1939 e il 1947, il servizio cessò definitivamente il 31 ottobre 1980. Limitatamentre al 1968 era presente in composizione una vettura diretta Londra-Basilea. Il Night Ferry è stato l'unico treno a collegare direttamente Regno Unito e l'Europa continentale fino all'avvento dell'Eurostar nel 1994.
All'epoca della sua introduzione era il treno più pesante (600 tonnellate) circolante sulle linee della Southern Railway; la composizione prevedeva una sezione inglese (limitatamente alla tratta Londra-Dover) costituita da vetture di 1ª e 2ª classe, vettura ristorante e buffet e una sezione per Parigi comprendente fino 7 vagoni letto della CIWL tipo F (caratterizzati da una sagoma ridotta per potere circolare sulla rete inglese) e due bagagliai SNCF. La trazione era affidata a due locomotive a vapore, una Pacific Battle class e una L1 4-4-0.
Negli ultimi anni di servizio il treno circolava in composizione assai ridotta ed era normalmente composto da 2-4 vetture letto CIWL, una vettura tipo Mk I della British Railways per il personale di scorta limitata a Dover Marine (oggi Dover Western Docks) e un paio di bagagliai SNCF; la trazione era affidata alle locomotive diesel classe 33 e classe 73 delle British Railways,
| down  | stazione            | up    |
| ----- | ------------------- | ----- |
| 21.00 | p London Victoria a | 9.10  |
| 22.44 | a Dover Marine p    | ?     |
| 5.34  | p Dunkerque a       | ?     |
| 9.00  | a Paris p           | 22.00 |
| 8.44  | a Bruxelles p       | 21.15 |